# Laminaria
Pour les articles homonymes, voir Laminaire.
Genre
Laminaria, aussi appelées laminaires, est un genre d'algues brunes de la famille des Laminariaceae. Son thalle en forme de ruban peut mesurer jusqu'à 4 m de long.
Les laminaires ont besoin de lumière intense pour vivre. On ne les trouve donc pas dans les eaux les plus turbides, sauf dans les ridens du Pas de Calais sur des zones épisodiquement moins turbides. Au moins en Europe, elles semblent en régression sur l'ensemble de leur aire naturelle de répartition (comme les Fucales).
En aquariophilie, il faudra donc utiliser des bacs très vastes et à ciel ouvert pour en conserver.

## Habitat

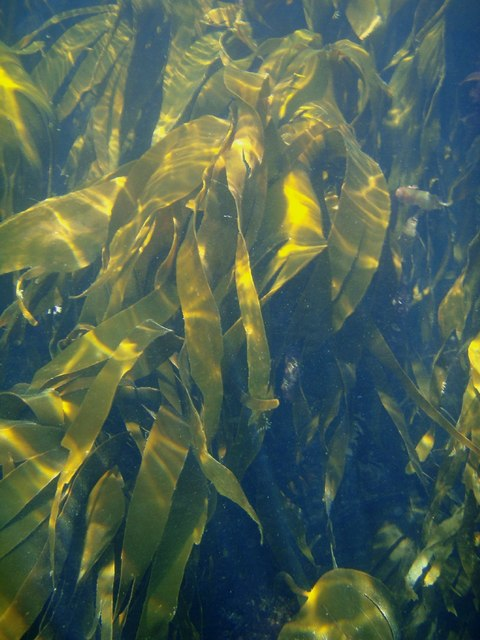
À marée basse, les thalles des laminaires au stipe flexible se courbent alors qu'en plongée sous-marine, on peut observer leur stipe dressé qui peut atteindre plusieurs mètres de haut, ces algues formant de véritables forêts sous-marines.

Les laminaires et les fucales sous-marines (Sargassum, Cystoseira, Halidrys)  caractérisent l'étage infralittoral peuplé par ces grandes algues photophiles. Dans les milieux très turbides, la tranche d'eau d'où peut s'effectuer la photosynthèse est limitée, ce qui réduit ces peuplements infralittoraux.

## Utilisation, menaces

### Agriculture
Certaines laminaires sont récoltées de manière artisanale ou industrielle. Elles étaient utilisées au même titre que le (goémon) comme engrais, puis dans l'industrie agroalimentaire pour leurs polysaccharides ; les alginates qui sont des gélifiants alimentaires. 

Reconnaissable par les codes E400 à E405, les alginates forment des gels thermostables (qui ne se liquéfient pas à la chaleur) qui permettent la tenue, la reconstruction des aliments (jambon, poisson pané). 
En Bretagne-Nord et mer d’Iroise (Finistère) (première zone de production d’Europe pour le ramassage des algues sur le littoral), on extrayait vers 2005 environ 50 000 t/an d'algues brunes, dont des laminaires. Les exploitants ont noté une régression de Laminaria hyperborea au profit de Saccorhiza polyschides, ce qui pourrait être la conséquence d'une surexploitation et/ou du réchauffement climatique, car cette algue était effectivement là en limite sud de son aire de répartition.

### Médecine
Au XIXe siècle, les laminaires sont utilisés pour provoquer l'accouchement. Placées dans le col de l'utérus, les algues gonflent au contact des sécrétions vaginales. Ceci provoque une dilatation du col utérin et le début des contractions de travail,.
Aujourd'hui les laminaires utilisés en obstétrique sont synthétisés chimiquement par les industries pharmaceutiques.

## Particularité
La paroi des laminaires est composée d'oligosaccharides comme la laminarine (β-1,3 glucane) et les oligoalginates (D mannuronates et L guluronate). La laminarine est extraite puis utilisée dans l'agriculture car elle permet la transduction du signal induisant les mécanismes de défense des plantes. Elle agit comme un éliciteur en mimant une attaque par des oomycètes. Cela entraine le déclenchement de l'immunité innée chez la plante. 
Dans l'industrie, ce procédé a été utilisé par plusieurs entreprises, notamment Goëmar via leur produit Iodus 40, en collaboration avec la station biologique de Roscoff (CNRS). Iodus 40 est un anti-septoriose, anti-oïdium, anti-fusariose et anti-rouille. Il est actuellement appliqué sur les cultures de blé, d'orge et d'épeautre. Il permet de remplacer les fongicides. Cette méthode fait partie d'une stratégie de lutte biologique permettant d'éviter les produits phytosanitaires et les organismes génétiquement modifiés. Il s'agit donc d'une alternative plus écologique.

Structure de la laminarine

## État des populations, pressions et menaces
Comme les Fucales et le kelp, les laminaires semblent en régression dans les eaux européennes au moins, sans explication claire à ce jour. Plusieurs facteurs sont probablement à l'origine de cette régression. Les pesticides et certains polluants, ainsi que le réchauffement climatique pourraient être impliqués, en affectant notamment les spores. En effet, les zoospores de ces espèces sont plus vulnérables que la plante adulte, notamment aux ultra-violets,, qui ont augmenté avec le trou dans la couche d'ozone, et peut être à cause d'autres changements de la composition de l'atmosphère.

## Liste d'espèces
Selon AlgaeBase (25 août 2017) :
- Laminaria abyssalis A.B.Joly & E.C.Oliveira
- Laminaria apoda Postels & Ruprecht (Statut incertain)
- Laminaria appressirhiza J.E.Petrov & V.B.Vozzhinskaya
- Laminaria belvisii C.Agardh
- Laminaria brasiliensis A.B.Joly & E.C.Oliveira
- Laminaria bullata Kjellman
- Laminaria cordata E.Y.Dawson
- Laminaria cornea Bory
- Laminaria cuneifolia Kützing (Statut incertain)
- Laminaria digitata (Hudson) J.V.Lamouroux (espèce type)
- Laminaria discolor Strömfelt
- Laminaria ephemera Setchell
- Laminaria farlowii Setchell
- Laminaria fissilis J.Agardh
- Laminaria flagellum (S.G.Gmelin) Steudel (Statut incertain)
- Laminaria gunneri Foslie
- Laminaria himanthophylla Postels & Ruprecht
- Laminaria hyperborea (Gunnerus) Foslie
- Laminaria inclinatorhiza J.E.Petrov & V.B.Vozzhinskaya
- Laminaria lamourouxii Bory
- Laminaria leptopoda Bonnemaison ex Despréaux
- Laminaria leptopoda De la Pylaie
- Laminaria longipes Bory
- Laminaria lyrata Delise ex Despréaux
- Laminaria ochroleuca Bachelot de la Pylaie
- Laminaria olorhiza Schousboe (Sans vérification)
- Laminaria ophiura Bory
- Laminaria pallida Greville
- Laminaria palmata Bory
- Laminaria papyrina Bory
- Laminaria philippinensis J.E.Petrov & M.V.Suchovejeva
- Laminaria platymeris Bachelot de la Pylaie
- Laminaria pseudodigitata Lamouroux ex Despréaux
- Laminaria punctata Bory
- Laminaria pygmaea A.Richard (Statut incertain)
- Laminaria remotifolia De La Pylaie
- Laminaria repens Ruprecht (Statut incertain)
- Laminaria rodriguezii Bornet
- Laminaria ruprechtiana Le Jolis
- Laminaria ruprechtii (Areschoug) Setchell
- Laminaria saccharoides Lenormand ex Suringar (Statut incertain)
- Laminaria sarniensis Bory (Statut incertain)
- Laminaria setchellii P.C.Silva
- Laminaria sinclairii (Harvey ex J.D.Hooker & Harvey) Farlow, Anderson & Eaton
- Laminaria solidungula J.Agardh
- Laminaria turneri Bory (Statut incertain)
- Laminaria viridissima Bory
- Laminaria vittata Bory
- Laminaria yezoensis Miyabe

Selon ITIS (25 août 2017) :
- Laminaria dentigera Kjellm.
- Laminaria digitata
- Laminaria ephemera Setch.
- Laminaria farlowii Setch.
- Laminaria groenlandica
- Laminaria hyperborea
- Laminaria longipes
- Laminaria ochroleuca
- Laminaria saccharina
- Laminaria setchellii
- Laminaria sinclairii Harv.
- Laminaria solidungula
- Laminaria yezoensis